# Tinus sikkimus
Tinus sikkimus är en spindelart som beskrevs av Benoy Krishna Tikader 1970. Tinus sikkimus ingår i släktet Tinus och familjen vårdnätsspindlar. Inga underarter finns listade i Catalogue of Life.